# Kristy (okres Sobrance)
Kristy jsou obec na Slovensku. Nacházejí se v Košickém kraji, v okrese Sobrance. Obec má rozlohu 7,9 km² a leží v nadmořské výšce 108 m. V roce 2011 v obci žilo 312 obyvatel. První písemná zmínka o obci pochází z roku 1333.